# Gouves (França)
Gouves é uma comuna francesa na região administrativa de Altos da França, no departamento de Pas-de-Calais. Estende-se por uma área de 2,64 km². Em 2010 a comuna tinha 201 habitantes (densidade: 76,1 hab./km²).